# Делурень (Бістріца-Несеуд)
Делурень, Делурені (рум. Delureni) — село у повіті Бистриця-Несеуд в Румунії. Входить до складу комуни Урменіш.
Село розташоване на відстані 297 км на північний захід від Бухареста, 37 км на південь від Бистриці, 57 км на схід від Клуж-Напоки.

## Населення
За даними перепису населення 2002 року у селі проживали 273 особи.
Національний склад населення села:
| Національність | Кількість осіб | Відсоток |
| -------------- | -------------- | -------- |
| румуни         | 267            | 97,8%    |
| угорці         | 6              | 2,2%     |

Рідною мовою назвали:
| Мова      | Кількість осіб | Відсоток |
| --------- | -------------- | -------- |
| румунська | 268            | 98,2%    |
| угорська  | 5              | 1,8%     |